# Estación de Huixtla
Huixtla será una estación de trenes que se encuentra en Huixtla, Chiapas. La construcción está hecha a base de ladrillos y techo de teja de barro. Por su estilo es única en la región.

## Historia
La estación establecida sobre la línea del Ferrocarril Panamericano que desde 1908 comunicó a los poblados de la costa de Chiapas y del Soconusco con la frontera de Guatemala y con la línea del Ferrocarril de Tehuantepec. En 1907 estaban tendidos 394 kilómetros de vía, entre San Jerónimo y Huehuetán, pasando por donde se localiza Huixtla.
En 2023, se inició los trabajos de limpieza y retiro de maquinaria vieja que quedó en el abandono tras el paso del huracán Stan.